# Gerhard vom Rath
Gerhard vom Rath, född 20 augusti 1830 i Duisburg, död 23 april 1888 i Koblenz, var en tysk mineralog och geolog.
Han blev professor i mineralogi i Bonn 1863 och gjorde en stor mängd viktiga undersökningar inom mineralogins olika områden, dock främst av kristallografisk natur, och förvärvade sig därigenom namn som en av samtidens mest framstående mineraloger. Han företog även många resor till bland annat Italien, Ungern, Norge, Palestina och Nordamerika och lämnade från dessa intressanta geologiska och mineralogiska skildringar.